# 中学生日记
- 關於Q.B.B.的漫画作品，請見「新・中学生日記」。
- 關於川上顺子的漫画作品原作以TBS系列于2018年作为电视节目进行放送。，請見「中学圣日记」。

《中学生日记》，是1972年4月9日至2012年3月16日期間在NHK名古屋放送局中播放的电视剧 。

## 概要
以名古屋中学和高中为舞台的一系列电视剧。故事的基本过程就是从初中最开始一直到初中毕业这一个阶段，在1967年到1968年这两年的时间想解决问题显然是不够的，"到了高中的话问题要怎么处理呢"，为了回应观众的热情与对这一部剧续作的期待 ,于是乎续作《高校生時代》→《われら高校生》则以 高中 阶段作为舞台，开始演绎一场全新的精彩故事 。

## 剧组作品
- 1962年4月7日-1963年3月30日 中学生次郎
- 1963年4月6日-1967年4月2日 中学生时代
- 1967年4月8日-1968年3月30日 高校生时代
- 1968年4月7日-1969年3月30日 われら高校生
- 1969年4月13日-1972年3月26日 中学生群像
- 1972年4月9日-2012年3月16日 中学生日記

## 播放时间的变化
| 节目名称     | 时间                   | 最初放送时间                     | 再次放送时间                      |
| ------------ | ---------------------- | -------------------------------- | --------------------------------- |
| 中学生次 郎  | 1962年4月- 1963年3月   | 综合 每周六09:00-09:30 (30分钟)  |                                   |
| 中学生時代   | 1963年4月- 1966年3月   | 综合 每周六09:00-09:30 (30分钟)  |                                   |
| 中学生時代   | 1966年4月- 1967年4月   | 综合 周日11:00-11:30 (30分钟)    | 综合 每周三 17:00-17:30 (30分钟)  |
| 高校生時代   | 1967年4月- 1968年3月   | 综合 每周六11:15-11:50 (35分钟)  | 综合 每周日 13:25-14:00 (35分钟)  |
| われら高校生 | 1968年4月- 1968年10月  | 综合 每周日13:25-14:00 (35分钟)  |                                   |
| われら高校生 | 1968年11月- 1969年3月  | 综合 每周日13:00-13:35 (35分钟)  |                                   |
| 中学生群像   | 1969年4月- 1970年3月   | 综合 每周日13:00-13:30 (30分钟)  |                                   |
| 中学生群像   | 1970年4月- 1972年3月   | 综合 每周日13:05-13:35 (30分钟)  |                                   |
| 中学生日記   | 1972年4月- 1983年3月   | 综合 每周日13:05-13:35 (30分钟)  |                                   |
| 中学生日記   | 1983年4月- 1985年3月   | 综合 每周日13:00-13:30 (30分钟)  |                                   |
| 中学生日記   | 1985年4月- 1986年3月   | 综合 每周日13:00-13:30 (30分钟)  | 综合 每周五 17:30-18:00 (30分钟)  |
| 中学生日記   | 1986年4月- 1987年3月   | 综合 每周日13:00-13:30 (30分钟)  | 综合 每周五 17：25-17:55 (30分钟) |
| 中学生日記   | 1987年4月- 1989年3月   | 综合 每周日13:00-13:30 (30分钟)  | 综合 每周五 17:30-18:00 (30分钟)  |
| 中学生日記   | 1989年4月- 1990年3月   | 综合 每周日13:00-13:30 (30分钟)  | 综合 每周六 17:30-18:00 (30分钟)  |
| 中学生日記   | 1990年4月- 1992年3月   | 综合 每周日13:00-13:30 (30分钟)  | 教育 每周四18:00-18:30 (30分钟)   |
| 中学生日記   | 1992年4月- 1993年3月   | 综合 每周日13:00-13:30 (30分钟)  | 教育 每周五18:30-19:00 (30分钟)   |
| 中学生日記   | 1993年4日- 1995年3月   | 综合 每周日13:00-13:30 (30分钟)  | 教育 每周四18:30-19:00 (30分钟)   |
| 中学生日記   | 1995年4月- 1999年3月   | 综合 每周日13:00-13:30 (30分钟)  | 教育 每周四18:50-19:20 (30分钟)   |
| 中学生日記   | 1999年4月- 2000年3月   | 综合 每周日13:00-13:30 (30分钟)  | 教育 每周日19:10-19:40 (30分钟)   |
| 中学生日記   | 2000年4月- 2001年3月   | 每周日 08:30-08:57 (27分钟)      | 教育 每周日18:25-18:55 (30分钟)   |
| 中学生日記   | 2001年4月- 2002年3月   | 每周日 08:25-08:52 (27分钟)      | 教育 每周日18:25-18:55 (30分钟)   |
| 中学生日記   | 2002年04月 -2003年03月 | 每周日 08:25-08:54 (29分钟)      | 教育 每周日18:25-18:55 (30分钟)   |
| 中学生日記   | 2003年4月- 2004年3月   | 教育 每周六 19:25-19:55 (30分钟) | 教育 每周六 10:30-11:00 (30分钟)  |
| 中学生日記   | 2004年4月- 2005年3月   | 教育 每周一19:00-19:30 (30分钟)  | 教育 每周六 10:00-10:30 (30分钟)  |
| 中学生日記   | 2005年4月- 2007年3月   | 教育 每周一19:00-19:30 (30分钟)  | 教育 每周六10:45-11:15 (30分钟)   |
| 中学生日記   | 2007年4月- 2008年3月   | 教育 每周六21:30-22:00 (30分钟)  | 教育 每周六10:45-11:15 (30分钟)   |
| 中学生日記   | 2008年4月- 2009年3月   | 教育 每周六19:15-19:45 (30分钟)  | 教育 每周六14:00-14:30 (30分钟)   |
| 中学生日記   | 2009年4月- 2010年3月   | 教育 每周六19:15-19:45 (30分钟)  | 教育 每周六12:30-13:00 (30分钟)   |
| 中学生日記   | 2010年4月- 2011年3月   | 教育 每周六19:15-19:45 (30分钟)  | 教育 每周六13:00-13:30 (30分钟)   |
| 中学生日記   | 2011年4月- 2012年3月   | 教育 周五19:25-19:55(30分钟)     | 教育 每周六12:30-13:00 (30分钟)   |

## 作品
1. ↑  中学生日記（１） ドラマ アカイさんノートNHK （页面存档备份，存于）（NHKアーカイブス公式サイト内）